# الوقلي (يريم)

تعديل مصدري - تعديل

الوقلي هي إحدى قرى عزلة بني عمر بمديرية يريم التابعة لمحافظة إب، بلغ تعداد سكانها 151 نسمة حسب تعداد اليمن لعام 2004.